# NGC 678
NGC 678 ist eine Balken-Spiralgalaxie vom Hubble-Typ SBb im Sternbild Widder auf der Ekliptik. Sie ist schätzungsweise 131 Millionen Lichtjahre von der Milchstraße entfernt und hat einen Durchmesser von etwa 170.000 Lichtjahren. Vermutlich bildet sie gemeinsam mit NGC 680 ein gravitativ gebundenes Galaxienpaar. Sie ist Mitglied der zehn Galaxien umfassenden NGC 691-Gruppe (LGG 34).
Im gleichen Himmelsareal befinden sich u. a. die Galaxien NGC 691, NGC 694, IC 167 und IC 1730.
Das Objekt wurde am 15. September 1784 vom deutsch-britischen Astronomen Wilhelm Herschel entdeckt.